# Eustomias braueri
Eustomias braueri es una especie de pez de la familia Stomiidae en el orden de los Stomiiformes.

## Morfología
• Los machos pueden llegar alcanzar los 13,5 cm de longitud total.

## Hábitat
Es un pez de mar y de aguas  tropicales que vive hasta 1.400 m de profundidad

## Distribución geográfica
Se encuentra frente a las costas de Gibraltar, el  Atlántico occidental (incluyendo las Pequeñas Antillas y Brasil) el Índico y el Pacífico.